# اليكسيس زيويكي
اليكسيس زيويكي (10 أبريل 1984 في فرنسا - ) (بالفرنسية: Alexis Zywiecki)‏ هو لاعب كرة قدم بولندي وفرنسي في مركز الدفاع. لعب مع نادي ديجون ونادي فريجوس ونادي ليل.

## وصلات خارجية
- اليكسيس زيويكي على موقع رابطة كرة القدم الفرنسية للمحترفين (الإنجليزية)
- اليكسيس زيويكي على موقع قاعدة بيانات كرة القدم.إي يو (الإنجليزية)
- اليكسيس زيويكي على موقع ليكيب (الفرنسية)